# Cinquina
Cinquina è un'area urbana (zona "O" 9+56) del Municipio Roma III (ex Municipio Roma IV) di Roma Capitale. Fa parte della zona urbanistica 4N Bufalotta, nelle zone Z. III Marcigliana e Z. V Tor San Giovanni.
Si trova a nord della capitale all'esterno del Grande Raccordo Anulare, nell'angolo sud-est formato da via della Bufalotta con via della Marcigliana.

## Storia
La zona ebbe le prime tracce di insediamento moderno negli anni settanta, sui terreni lottizzati dal comune di Roma, oggi massicciamente urbanizzata anche a causa dell'abusivismo.
Con deliberazione del Consiglio Comunale n. 81 del 20 aprile 1995, per il nucleo edilizio costituito dall'area a sud-est di via di Tor San Giovanni e una piccola area entro il Grande Raccordo Anulare, in zona Casal Boccone, viene adottato il Piano particolareggiato di Zona "O" n. 9/56 "Cinquina - Casal Boccone".